# 宋晓英
宋晓英（1954年12月27日—），女，吉林白城人，中華人民共和國演員。毕业于北京电影学院，曾获中国电影金鸡奖最佳女主角、最佳女配角两项大奖。

## 生平
1971年高中毕业后，宋晓英进入吉林省吉剧团，1973年初登银幕拍摄翻拍版《平原游击队》。1974年调入长春电影制片厂。
1984年凭借《十六号病房》一举成名，并获得金鸡奖最佳女配角。1985年考入北京电影学院表演进修班学习。毕业后进入事业黄金期，1992年以《烛光里的微笑》中女教师的角色终于获得第十二届中国电影金鸡奖影后，成为第一个拿到主角配角两项大奖的演员。
在淡出观众视线一段时间后，2004年在中央电视台播出的《汉武大帝》中，一向扮演正面角色的宋晓英首次出演有反派意味的王皇后。
2005年宋晓英以《情人结》中母亲角色提名第25届金鸡奖最佳女配角，并荣获第8届长春电影节最佳女配角奖。
希望中年演员不仅只演配角的宋晓英2007年终于达成心愿，拍摄了一部当然人物传记片《大爱如天》，有她来扮演灵魂人物林巧稚——中国妇产医学开拓者之一。这次成功的表演为她带来了第八届百合奖优秀女演员奖。

## 演出作品

### 电影
| 年份   | 片名         | 角色       | 備註                                                            |
| 1974年 | 平原游击队   | 翠屏       |                                                                 |
| 1975年 | 金光大道     | 钱彩凤     | 上集与中集                                                      |
| 1976年 | 锁龙湖       | 高春华     |                                                                 |
| 1977年 | 萨里玛珂     | 萨里玛珂   |                                                                 |
| 1978年 | 大河奔流     | 嫦娥       |                                                                 |
| 1979年 | 丫丫         | 丫丫       |                                                                 |
| 1979年 | 苦难的心     | 罗玉薇     |                                                                 |
| 1980年 | 刑场上的婚礼 | 陈铁军     |                                                                 |
| 1980年 | 情天恨海     | 钟离秀兰   |                                                                 |
| 1983年 | 十六号病房   | 刘春桦     | 第四届中国电影金鸡奖最佳女配角                                  |
| 1983年 | 夕照街       | 周燕燕     |                                                                 |
| 1984年 | 谭嗣同       | 李闰       |                                                                 |
| 1986年 | 鸳鸯楼       | 沙龙女主人 | 提名—第八届中国电影金鸡奖最佳女配角                             |
| 1987年 | 超速         | 乔敏       |                                                                 |
| 1990年 | 后会有期     | 小芳       |                                                                 |
| 1991年 | 烛光里的微笑 | 王双玲     | 第12届中国电影金鸡奖最佳女主角 第四届中国电影金凤凰奖表演学会奖 |
| 1992年 | 蓝风筝       | 陈大姐     |                                                                 |
| 1993年 | 初吻         |            |                                                                 |
| 2001年 | 芬妮的微笑   | 婆婆       |                                                                 |
| 2003年 | 跆拳道       | 杨母       |                                                                 |
| 2005年 | 情人结       | 侯母       | 第八届长春电影节最佳女配角 提名—第25届中国电影金鸡奖最佳女配角  |
| 2007年 | 大爱如天     | 林巧稚     | 电视电影 第八届数字电影百合奖优秀女演员奖                       |
| 2008年 | 超强台风     | 气象专家   |                                                                 |
| 2011年 | 都市童话     | 高阿姨     |                                                                 |

### 电视剧
| 年份   | 片名       | 角色   | 備註 |
| 1996年 | 问鼎长天   | 罗天虹 |      |
| 1997年 | 岁月无情   | 方佩   |      |
| 2003年 | 汉武大帝   | 王皇后 |      |
| 2003年 | 神醫喜來樂 | 慈禧   |      |
| 2004年 | 月影风荷   | 季母   |      |
| 2009年 | 政协主席   | 戴惠玲 |      |
| 2011年 | 离婚前规则 | 赵美珍 |      |
| 2014年 | 原鄉       |        |      |
| 2020年 | 老闺蜜     | 宋丽娜 |      |